# Reyrieux
Reyrieux est une commune française située dans le département de l'Ain en région Auvergne-Rhône-Alpes.
Ses habitants sont appelés les Talançonnais et les Talançonnaises du nom d'un ruisseau s'écoulant à proximité.

## Géographie

### Situation
Reyrieux est, jusqu'en 1900, la seconde commune du canton de Trévoux par la superficie, juste derrière Saint-André-de-Corcy. Le 16 février 1900, elle perd les 474 hectares de Toussieux devenue commune et se retrouve de la sorte au cinquième rang.
Comme ses voisines Massieux, Parcieux et Trévoux, elle juxtapose la plaine alluviale de la Saône (en l'occurrence le remblaiement de la rive convexe d'un large méandre) avec les pentes mollement adoucies de la côtière.
Son village est à mi-pente, mais le territoire communal ne s'arrête pas à la lisière du plateau dombiste, car il englobe un assez vaste secteur autour de l'ancienne paroisse de Pouilleux devenue simple hameau. Cette partie est drainée par le ruisseau de Vignoles affluent du Morbier, donc sous affluent du Formans. Un autre ruisseau, la Talançonne, issu de la Côtière, s'en va directement à la Saône. Reyrieux est d'ailleurs un pays très riche en sources, résurgences des eaux du plateau.
La route départementale sillonne la partie basse du village, aux abords du hameau de Port-Bernalin où s'est fixée de tout temps l'activité industrielle. La voie ferrée Sathonay-Trévoux aujourd'hui supprimée, passe en dessous du village à une altitude moyenne de 171 mètres. À mi-pente, la départementale 4 F Neuville-Trévoux, serpente à travers le vieux village, du Trève d'Ars à Balmont, où elle rejoint la départementale 6 venue de Villars-les-Dombes et la départementale 4 venue de Meximieux par Saint-André-de-Corcy.
Le point d'altitude minimale du département de l'Ain se trouve sur le territoire de Reyrieux, à 163 m.

### Communes limitrophes
| Sainte-Euphémie, Saint-Didier-de-Formans | Misérieux, Toussieux | Saint-Jean-de-Thurigneux |
| Trévoux                                  | Reyrieux             |                          |
| Quincieux (Métropole de Lyon)            | Parcieux             | Civrieux                 |

### Climat
Pour des articles plus généraux, voir Climat d'Auvergne-Rhône-Alpes et Climat de l'Ain.
En 2010, le climat de la commune est de type climat océanique altéré, selon une étude du CNRS s'appuyant sur une série de données couvrant la période 1971-2000. En 2020, Météo-France publie une typologie des climats de la France métropolitaine dans laquelle la commune est dans une zone de transition entre le climat semi-continental et le climat de montagne et est dans la région climatique Bourgogne, vallée de la Saône, caractérisée par un bon ensoleillement (1 900 h/an), un été chaud (18,5 °C), un air sec au printemps et en été et des vents faibles.
Pour la période 1971-2000, la température annuelle moyenne est de 11,7 °C, avec une amplitude thermique annuelle de 17,8 °C. Le cumul annuel moyen de précipitations est de 813 mm, avec 9,1 jours de précipitations en janvier et 6,8 jours en juillet. Pour la période 1991-2020, la température moyenne annuelle observée sur la station météorologique de Météo-France la plus proche, « Villefranche », sur la commune de Villefranche-sur-Saône à 10 km à vol d'oiseau, est de 13,1 °C et le cumul annuel moyen de précipitations est de 790,9 mm,. Pour l'avenir, les paramètres climatiques de la commune estimés pour 2050 selon différents scénarios d'émission de gaz à effet de serre sont consultables sur un site dédié publié par Météo-France en novembre 2022.

### Voies de communication et transports
Plusieurs routes traversent la commune. La route départementale 933 qui relie Lyon à Mâcon en passant par la rive gauche de la Saône dans le département de l'Ain et la route départementale 6 qui relie Trévoux à Saint-André-de-Corcy.
La ligne 184 (Neuville Sur Saone TCL - Trévoux) du conseil général et la ligne 1 (Anse Gare - Reyrieux) de Saone Vallée desservent la commune.

## Urbanisme

### Typologie
Au 1er janvier 2024, Reyrieux est catégorisée ceinture urbaine, selon la nouvelle grille communale de densité à 7 niveaux définie par l'Insee en 2022.
Elle appartient à l'unité urbaine de Lyon, une agglomération inter-départementale dont elle est une commune de la banlieue,. Par ailleurs la commune fait partie de l'aire d'attraction de Lyon, dont elle est une commune de la couronne,. Cette aire, qui regroupe 397 communes, est catégorisée dans les aires de 700 000 habitants ou plus (hors Paris),.

### Occupation des sols
L'occupation des sols de la commune, telle qu'elle ressort de la base de données européenne d’occupation biophysique des sols Corine Land Cover (CLC), est marquée par l'importance des territoires agricoles (67,3 % en 2018), en diminution par rapport à 1990 (71,3 %). La répartition détaillée en 2018 est la suivante : 
terres arables (55,5 %), zones urbanisées (18,8 %), zones agricoles hétérogènes (10 %), forêts (8,4 %), zones industrielles ou commerciales et réseaux de communication (4,2 %), prairies (1,8 %), eaux continentales (1,2 %).
L'évolution de l’occupation des sols de la commune et de ses infrastructures peut être observée sur les différentes représentations cartographiques du territoire : la carte de Cassini (XVIIIe siècle), la carte d'état-major (1820-1866) et les cartes ou photos aériennes de l'IGN pour la période actuelle (1950 à aujourd'hui).

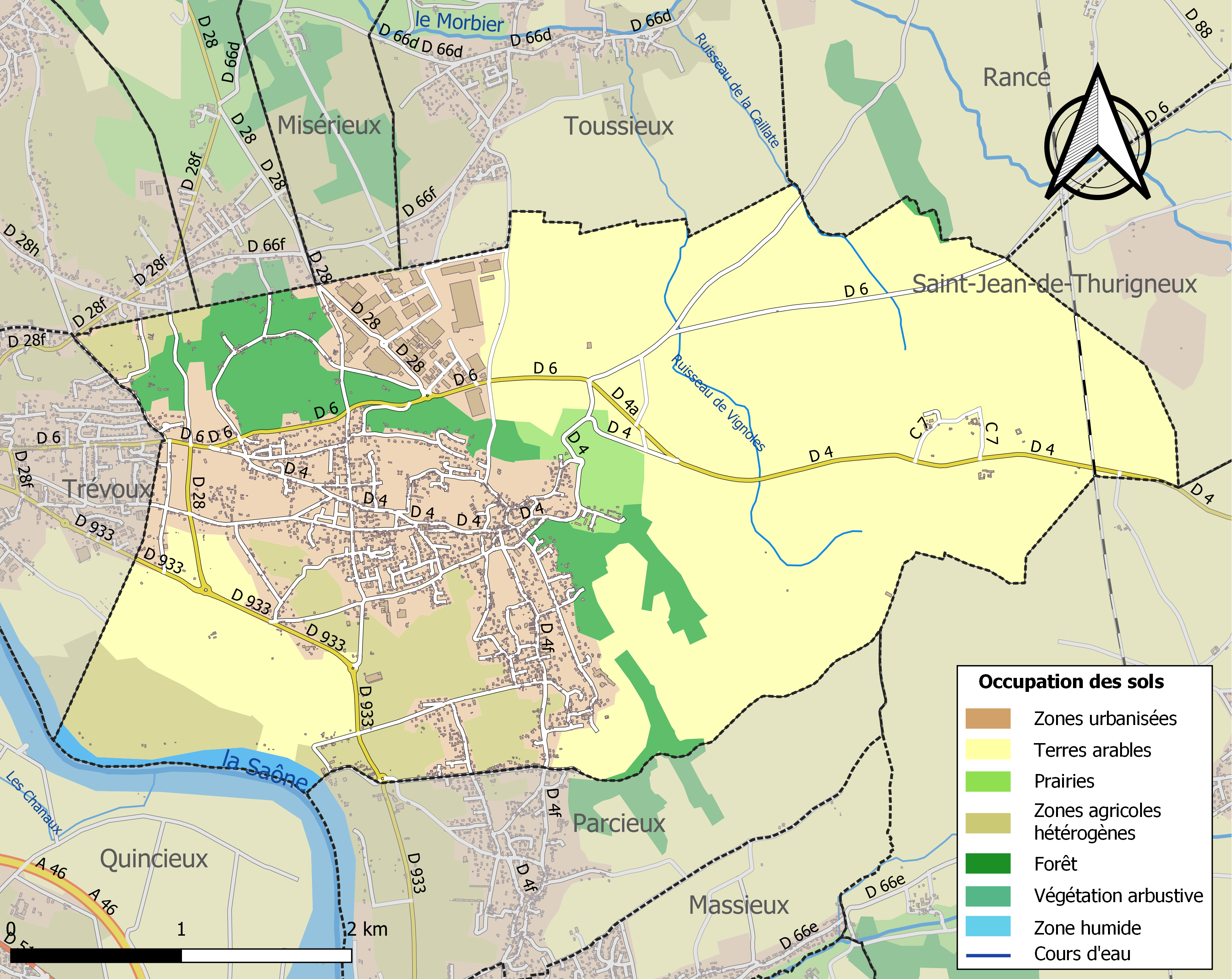
Carte des infrastructures et de l'occupation des sols de la commune en 2018 (CLC).

## Toponymie
Appelé successivement Romeuh, Rameuh, Rareuh, Raria, Rariaco, Reyriaco, Rayreu, Rairieu, dans le passé, cette paroisse apparaît pour la première fois dans une charte de 981.
Pour les noms multisyllabiques, x indique l’accentuation sur la dernière syllabe le différenciant avec le z final qui sert à marquer le paroxytonisme dans sa langue d'origine et en ce qui concerne Reyrieux la dernière lettre n'est jamais prononcée[réf. nécessaire].

## Histoire

### Antiquité
À l'époque d'Auguste, au tournant de l'ère chrétienne, une villa d'une certaine importance est attestée au lieu-dit Chateauvieux ; cette occupation perdure jusqu'au IVe siècle et a livré au cours de différentes vagues de sondages et de fouilles (1948, 1978, 1983 à 1986) de nombreux objets dont des traces d'enduits peints, des fragments de sculptures en marbre, des éléments architectoniques en marbre et des monnaies. Ce site fait l'objet, dès son abandon, d'une récupération des matériaux jusqu'au XIIIe siècle. D'autres traces d'occupation sont attestées au Vieux Châtel et à la Gravière (conduit et réservoir), aux Sables (tombeau avec inscription), aux Bruyères (monnaies et poteries), à Pouilleux (monnaie et une « auge » médiévale, peut-être un sarcophage chrétien) et à la Grande Bruyère, un poignard daté de l'âge du Bronze moyen.
L'une des hypothèses de l'emplacement de la célèbre bataille de Lyon serait au-dessus du coteau de Balmont où commence la plaine des Bruyères en 197[réf. nécessaire]. Opposant Septime Sévère au proconsul Clodius Albinus, le conflit aurait pu opposer de 150 000 à 300 000 combattants. Toutefois, le lieu exact de la bataille fait débat entre historiens, notamment entre la rive gauche ou la rive droite du Rhône, avec une préférence pour la première mais sans aucune certitude, dans une zone allant de Lyon à Trévoux.

### Moyen Âge
Dès 984, Reyrieux est cité sous le nom de Reiraco et son église fait déjà partie des possessions de l’Église de Lyon[réf. nécessaire]. Un Guichard de Reyrieux est mentionné en 1096 comme bienfaiteur d’un prieuré. En 1186, Étienne II de Villars donnait à l’abbaye de l'Île-Barbe ce qu’il possédait à Reyrieux. Il laissait une fille, Agnès, qui, mariée à Étienne de Thoire fonda ainsi la maison de Thoire-Villars.
Dès le XIIe siècle, les hameaux sont dénommés Coste du Chateauvieux, Mas Martin, Mas de Veyssieux, Mas de Provinger et Mas du bray.
En 1226, il y avait à Reyrieux un clos de Villars et un mas appelé Saint-Martin. Un Jean de Veyssieux est cité dans un acte à cette date : il cède à Guichard de Frans, Chevalier, diverses terres, curtils et possessions à Reyrieux. À la fin du XIVe siècle, Humbert de Thoire-Villars affranchit les « mainmortables » de Reyrieux, dont les biens étaient soustraits au droit de mutation.
Au XIIIe siècle, Reyrieux était traversé par deux routes de grande communication : l'une de Trévoux à Villars-les-Dombes et l'autre de Lyon à Paris (via Mâcon).
En 1402, le dernier des Thoire–Villars, Humbert VII, vend ses terres de Dombes à Louis II de Bourbon et Reyrieux fait alors partie de la souveraineté de Dombes.

### Époque moderne
Une dérivation du ruisseau « Talençon », qui a donné son nom aux habitants du village, a fait tourner des moulins pendant plusieurs siècles. Il a été d’une grande utilité pour l’irrigation des prés, faite à certaines périodes de l’année et à « heures réglementées ».
Le château de Robillon, situé dans le hameau de Balmont, possédé de 1672 à 1780 par Cadet de Garnerans, était le siège de la Haute Cour de justice de Dombes. Le mur d’enceinte date de 1772.
Les routes sont sillonnées par des diligences. À Balmont, non loin du chemin du clos, il y avait un relais de poste avec une auberge et un forgeron[Quand ?]. En 1750, l’auberge servit de repaire au célèbre brigand Mandrin ; il aurait caché un butin au pied de l’un des chênes dans la montée de Balmont.
Le château de la Brosse, érigé en 1735 par le duc du Maine, souverain des Dombes, en faveur de Jérôme Duplessis, écuyer, maître des Requêtes au Parlement de Trévoux, est en 1770 la possession de la famille Bellet de Tavermont qui le fait démolir en 1872 pour faire place au château actuel.
En plus des hameaux existants dès le XIIe siècle, s'ajoutent à cette liste au XVIIIe siècle, d’autres hameaux : Balmont, les Bruyères, Herbevache, Pollieu, la Roche, les Sables et Saint-Sorlin où il y avait une chapelle.
En 1762, la Dombes est rattachée au royaume de France.

### Époque contemporaine
En 1790, Reyrieux devient une commune du département de l'Ain appartenant au canton de Trévoux et comprend le hameau de Toussieux.
Au plein moment de la révolution agricole du XIXe siècle, vers 1850, Reyrieux demeurait une importante communauté rurale (céréales, vignobles, chanvre, noyers). Trois moulins à blé, un pressoir à huile fonctionnaient sur le ruisseau de Talençon. En 1859, on redécouvre la source ferrugino-sulfureuse jadis exploitée par les Romains ; un peu plus tard, on devait élever un Hôtel des Eaux.
Cinquante ans plus tard, à la veille de la Grande Guerre, la vie agricole demeure l'essentiel de l'activité, avec l'apparition du colza, du maïs, le recul du chanvre et le développement de l'élevage comme partout en Dombes. Le marché hebdomadaire du jeudi était très animé ; la bourgade qui avait conservé ses activités artisanales et son commerce de détail, possédait déjà de nombreuses résidences où les familles de la bourgeoisie lyonnaise venaient passer la belle saison.
Jusqu'aux abords de 1960, Reyrieux reste un gros village calme, un peu « vieillot », avant de connaître un mouvement d'urbanisation remontant de Lyon, avec l'implantation de nouvelles entreprises dans la plaine alluviale. Comme la plupart des communes de la région, Reyrieux connaît un boom démographique consécutif à l'urbanisation des anciennes zones agricoles.
En 1985, Reyrieux devient le chef-lieu d'un nouveau canton, détaché de celui de Trévoux. En 2015, la commune est de nouveau rattachée au canton de Trévoux.

### Histoire des Hameaux

#### Argil
Fief possédé, en 1461-1499 par Antoine du Bourg, en 1540 par Eustache Riquet, puis par les familles de Champier, de Villeneuve, d'Emguimbert, de Pramiral et de Foudras.

#### Brosse (la)
Fief érigé, au mois d'août 1735, par le duc du Maine, souverain de Dombes, en faveur de Jérôme Duplessis, écuyer, maître des requêtes au parlement de Trévoux. En 1770, il appartenait déjà à la famille Bellet de Tavernost, qui en a toujours joui depuis.

## Politique et administration

### Découpage territorial
La commune de Reyrieux est membre de la communauté de communes Dombes Saône Vallée, un établissement public de coopération intercommunale (EPCI) à fiscalité propre créé le 1er janvier 2014 dont le siège est à Trévoux. Ce dernier est par ailleurs membre d'autres groupements intercommunaux.
Sur le plan administratif, elle est rattachée à l'arrondissement de Bourg-en-Bresse, au département de l'Ain et à la région Auvergne-Rhône-Alpes. Sur le plan électoral, elle dépend du  canton de Trévoux pour l'élection des conseillers départementaux, depuis le redécoupage cantonal de 2014 entré en vigueur en 2015, et de la deuxième circonscription de l'Ain  pour les élections législatives, depuis le dernier découpage électoral de 2010.

### Liste des maires

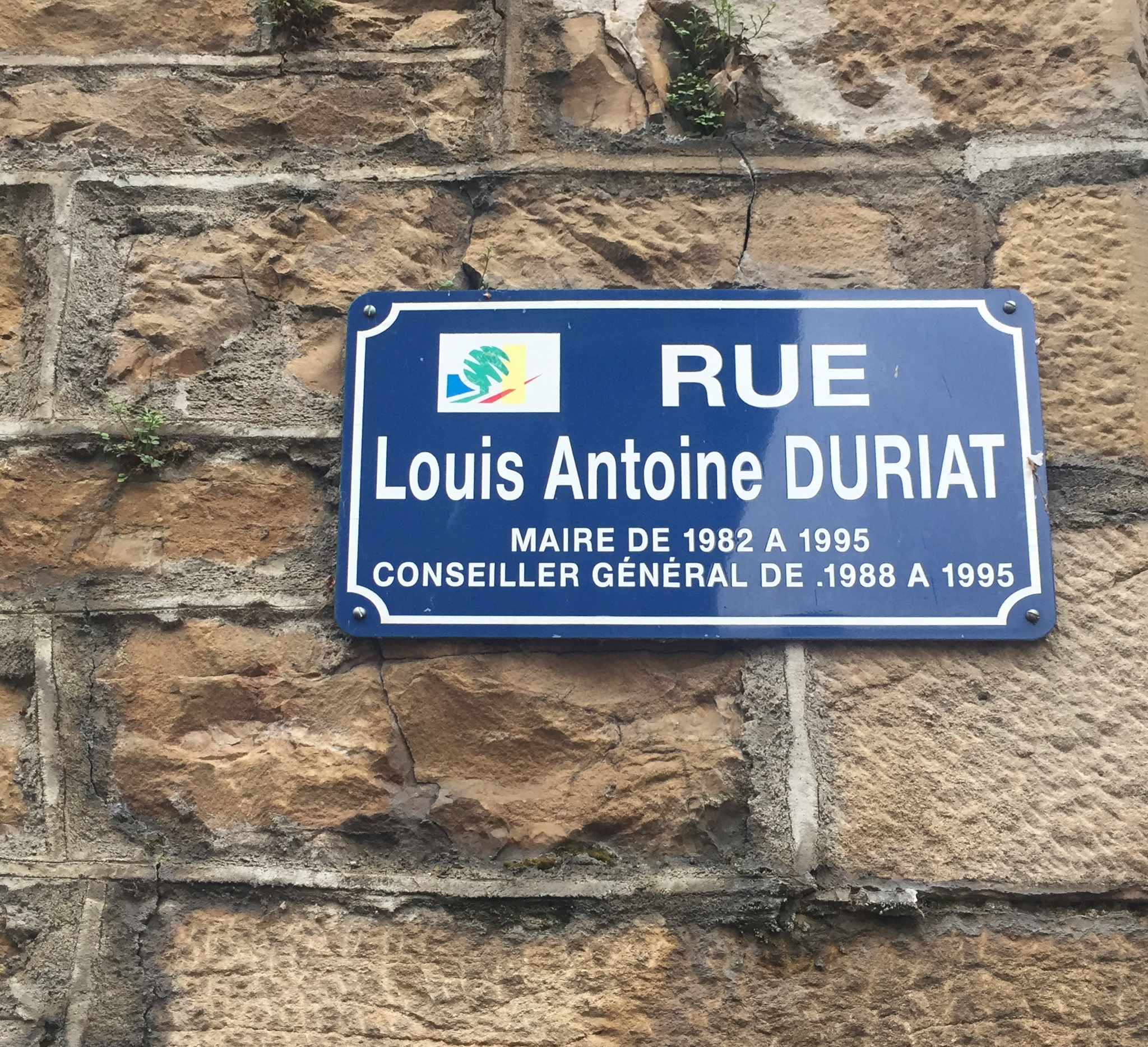
Plaque de la rue Louis-Antoine-Duriat à Reyrieux.

| Période                                  | Période          | Identité                     | Étiquette        | Qualité |
| ---------------------------------------- | ---------------- | ---------------------------- | ---------------- | --- |
| ?                                        | ?                | Pierre Chalandon (1879-1964) |                  | Industriel. Père d'Albin Chalandon.                                                                                                 |
| 1945                                     | 1969             | Alphonse Debout              | SOC              | Ancien cheminot au PLM (SNCF) |
| Les données manquantes sont à compléter. |                  |                              |                  | |
| ?                                        | ?                | Joseph Guichard              |                  | |
| janvier 1982                             | mai 1995 (décès) | Louis-Antoine Duriat         | DVG              | Conseiller général du canton de Reyrieux (1988 → 1995)                                                                              |
| juin 1995                                | mars 2014        | Charles Berthaud             | DVG              | Ancien contrôleur de gestion vice-président de la CC Saône Vallée                                                                   |
| mars 2014                                | mai 2020         | Jacky Dutruc                 | Les républicains | Industriel vice-président de la CC Dombes-Saône Vallée (2014 → 2020)                                                                |
| mai 2020                                 | En cours         | Carole Bontemps-Hesdin       | SE               | Avocate vice-présidente de la CC Dombes-Saône Vallée chargée de l'aménagement du territoire et de l'habitat vice-présidente du SCOT |
| Les données manquantes sont à compléter. |                  |                              |                  | |

## Population et société

### Démographie
L'évolution du nombre d'habitants est connue à travers les recensements de la population effectués dans la commune depuis 1793. Pour les communes de moins de 10 000 habitants, une enquête de recensement portant sur toute la population est réalisée tous les cinq ans, les populations de référence des années intermédiaires étant quant à elles estimées par interpolation ou extrapolation. Pour la commune, le premier recensement exhaustif entrant dans le cadre du nouveau dispositif a été réalisé en 2008.
En 2022, la commune comptait 5 228 habitants, en évolution de +11,95 % par rapport à 2016 (Ain : +5,15 %, France hors Mayotte : +2,11 %).
| 1793  | 1800 | 1806 | 1821  | 1831  | 1836  | 1841  | 1846  | 1851  |
| ----- | ---- | ---- | ----- | ----- | ----- | ----- | ----- | ----- |
| 1 043 | 723  | 488  | 1 135 | 1 480 | 1 410 | 1 515 | 1 557 | 1 705 |

| 1856  | 1861  | 1866  | 1872  | 1876  | 1881  | 1886  | 1891  | 1896  |
| ----- | ----- | ----- | ----- | ----- | ----- | ----- | ----- | ----- |
| 1 614 | 1 529 | 1 514 | 1 488 | 1 491 | 1 428 | 1 437 | 1 470 | 1 400 |

| 1901  | 1906  | 1911  | 1921  | 1926  | 1931  | 1936  | 1946  | 1954  |
| ----- | ----- | ----- | ----- | ----- | ----- | ----- | ----- | ----- |
| 1 127 | 1 118 | 1 089 | 1 005 | 1 012 | 1 088 | 1 103 | 1 074 | 1 099 |

| 1962  | 1968  | 1975  | 1982  | 1990  | 1999  | 2006  | 2008  | 2013  |
| ----- | ----- | ----- | ----- | ----- | ----- | ----- | ----- | ----- |
| 1 162 | 1 262 | 1 536 | 2 380 | 3 057 | 3 683 | 3 955 | 4 028 | 4 420 |

| 2018  | 2022  | - | - | - | - | - | - | - |
| ----- | ----- | - | - | - | - | - | - | - |
| 4 923 | 5 228 | - | - | - | - | - | - | - |

### Logement
À l'automne 2016, une révision du plan local d'urbanisme (PLU), visant à augmenter progressivement la population de la commune qui passerait de 4 500 à 8 500 habitants en neuf ans, provoque une mobilisation d'une petite partie des habitants qui demandent au maire Jacky Dutruc une réunion de concertation trouvant cette augmentation excessive.

### Enseignement
La commune comporte deux écoles maternelles, deux écoles primaires, un collège et deux gymnases mais aucun lycée.
La commune possède également un centre de perfectionnement en cuisine et pâtisserie qui reçoit des élèves japonais de l'école TSUJI d'Osaka. Ils restent six mois au château Escoffier avant de faire des stages dans des établissements en France.

### Sports
Le CSR (Club Sportif de Reyrieux) comprend des sections football et basket-ball.
Les championnats de France de cyclo-cross de 1984 se déroulent à Reyrieux.

### Jumelage

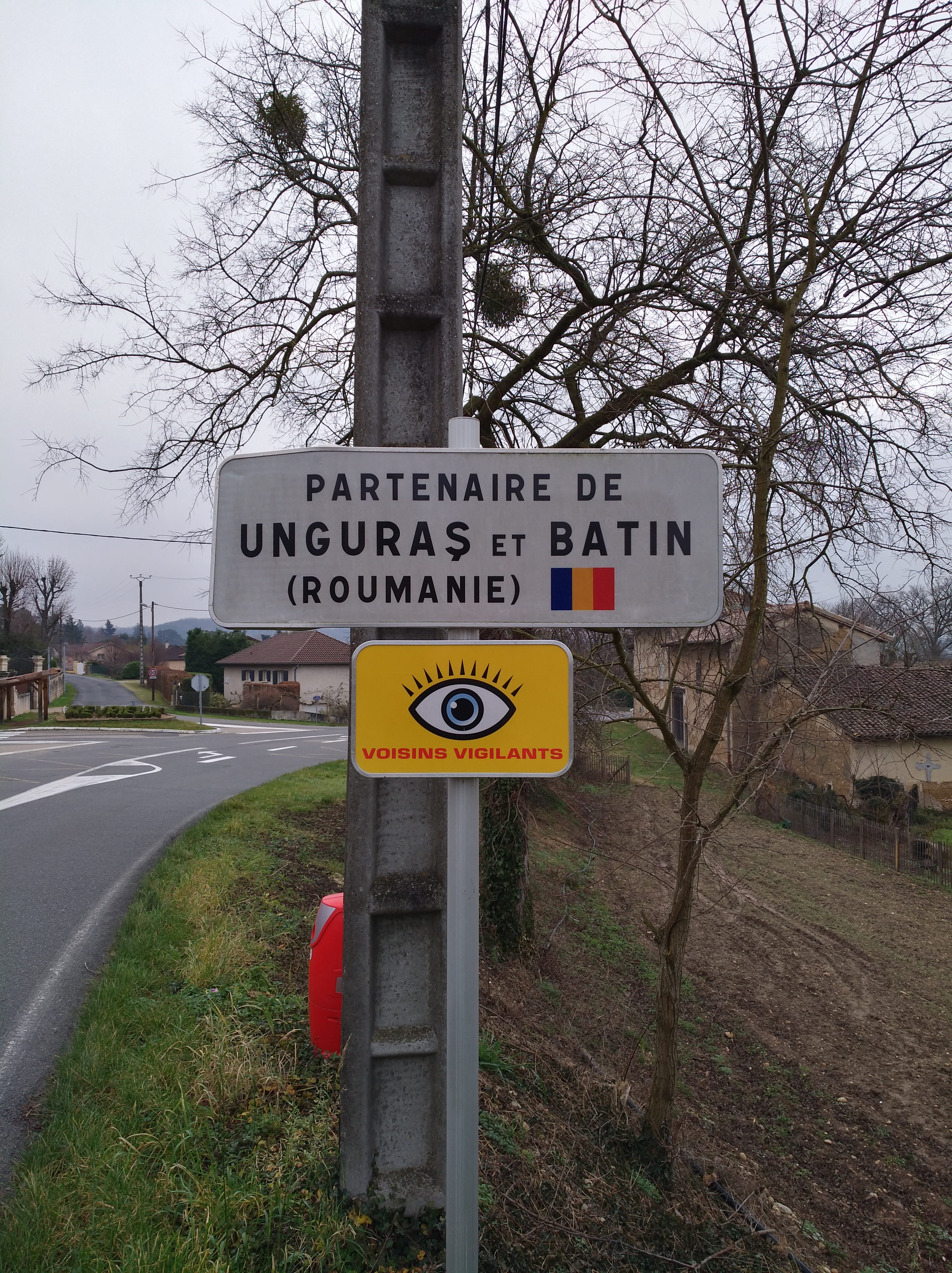
Panneau du partenariat.

Reyrieux a un partenariat avec les villages d'Unguraș et Batin en Roumanie.

## Culture et patrimoine

### Lieux et monuments
- Château-vieux.
- Château de la Brosse.
- Château de Balmont ou d'Escoffier.
- Château de Garnerans.

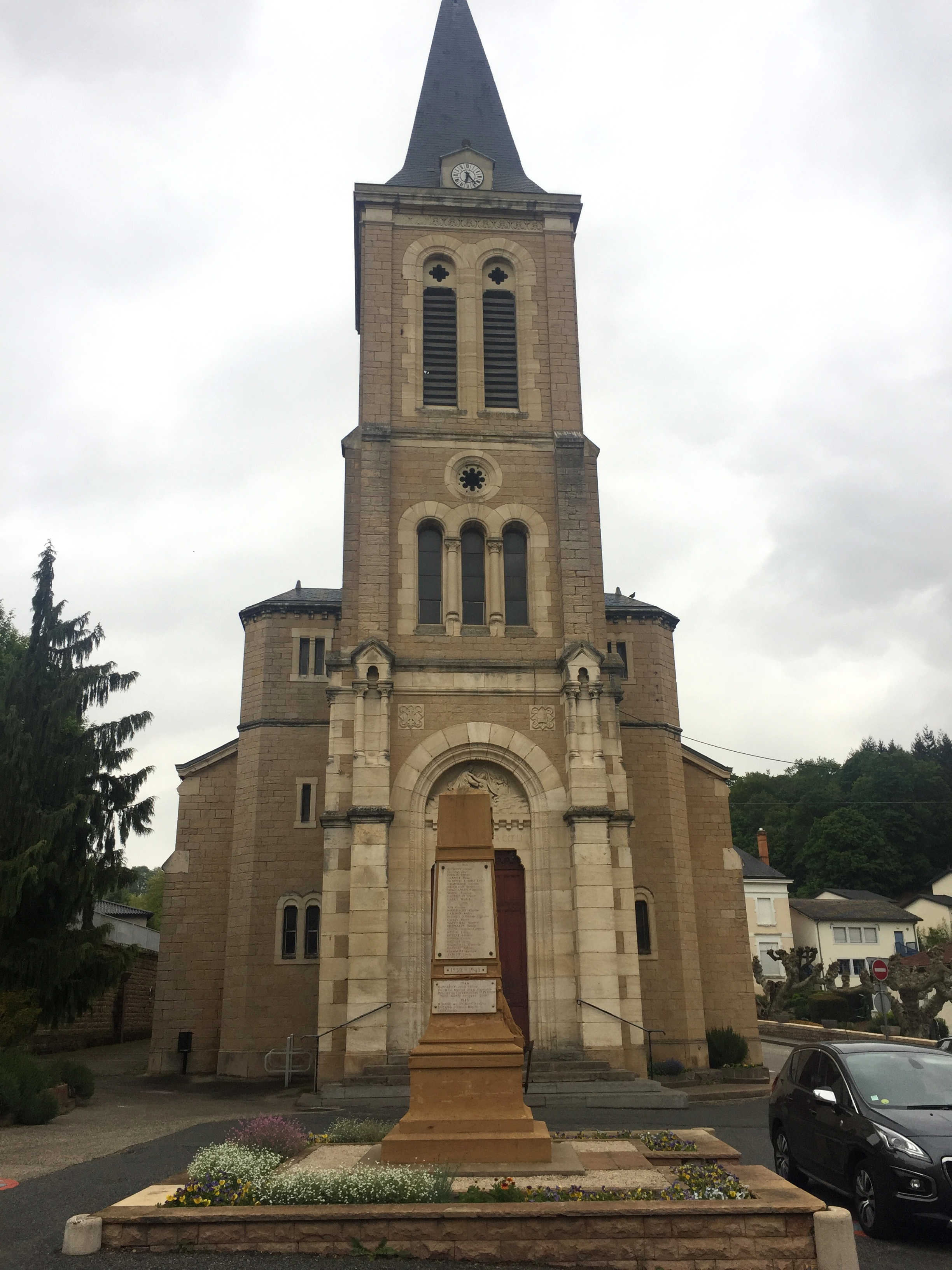
Église Saint-Pierre et Saint-Paul. Au premier plan, le monument aux morts.

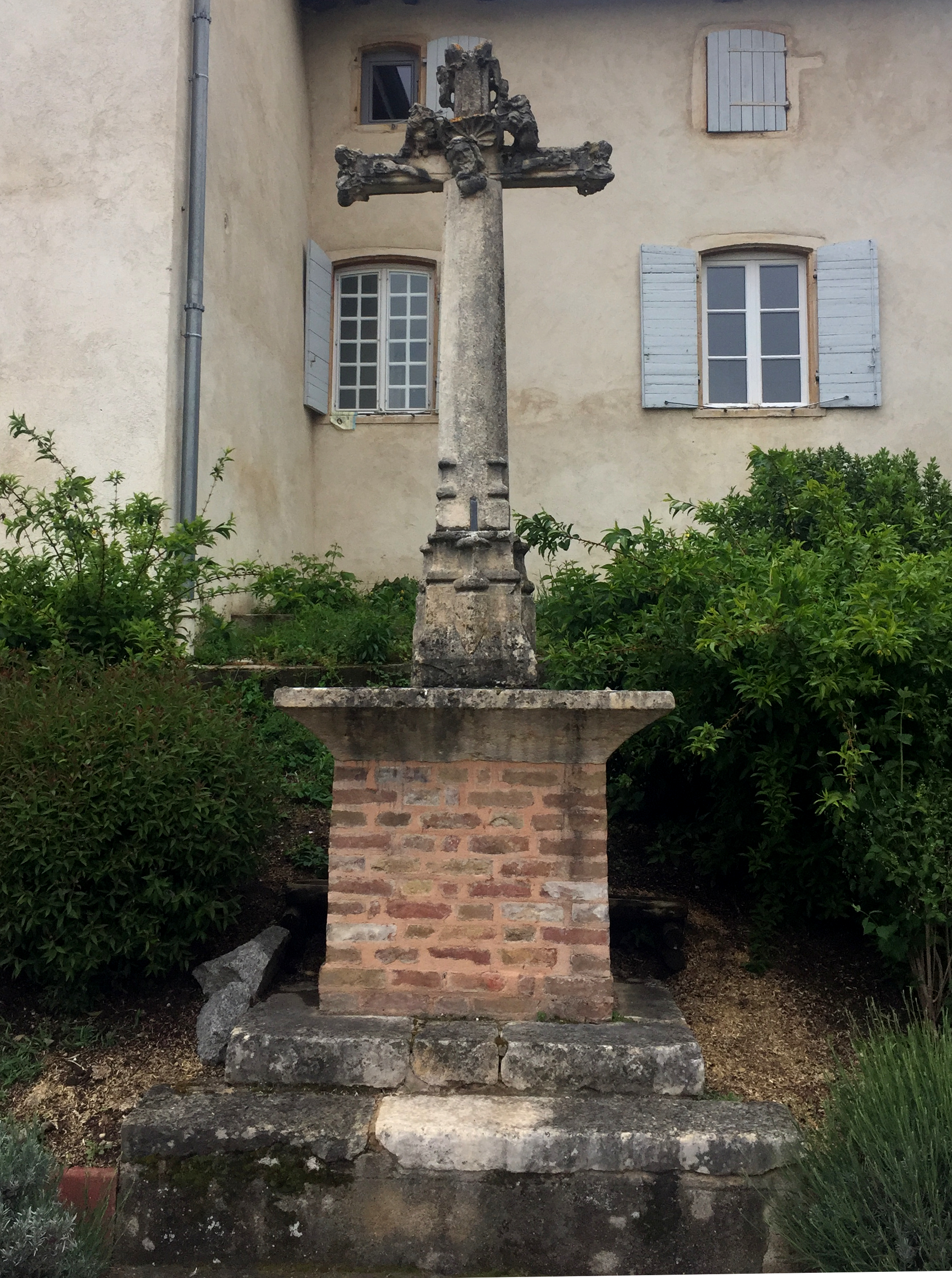
La croix de l'église.

- Poype de Vieux-Châtel ou château de Reyrieux. C'est la motte castrale des chevaliers de Reyrieux. Ils sont cités depuis 1096 parmi les vassaux des sires de Villars. Le château et la poype sont encore citée en 1301 mais celui-ci est en ruines dès 1320[29].
- Motte dite « poype » d'Herbevache sur laquelle vers 1850 on voyait encore les fondations d'une tour[29].
- Église Saint-Pierre-et-Saint-Paul style néo-roman, bâtie vers 1870[30].
- Croix du XVe siècle devant l'église.

### Personnalités liées à la commune
- Jean Compagnon (1837-1900), charpentier chez Eiffel, est né dans la commune.
- Albin Chalandon (1920-2020), ancien ministre, est né dans la commune.
- Francisque Perrut (1920-2018), homme politique français, est né dans la commune.